# 하늘가는 밝은 길
"하늘가는 밝은 길"은 1982년에 개봉한 대한민국의 영화이다.

## 캐스팅
- 임동진
- 문오장
- 방희
- 김운하